# Opogona tanydora
Opogona tanydora är en fjärilsart som beskrevs av Edward Meyrick 1920. Opogona tanydora ingår i släktet Opogona och familjen äkta malar.
Artens utbredningsområde är Kenya. Inga underarter finns listade i Catalogue of Life.